# L'Étrange Noël de monsieur Jack : La Revanche d'Oogie
L'Étrange Noël de monsieur Jack : La Revanche d'Oogie (The Nightmare Before Christmas: Oogie's Revenge) est un jeu vidéo d'action-aventure sorti sur PlayStation 2 et Xbox en 2004. Le jeu a été développé par Capcom Production Studio 3 et édité par Buena Vista Games. Comme L'Étrange Noël de monsieur Jack : Le Roi des citrouilles, le jeu est basé sur le film d'animation L'Étrange Noël de monsieur Jack.

## Synopsis
Alors que Jack est absent, Am, Stram et Gram ont ressuscité l'ignoble Oogie Boogie. Celui-ci a alors l'intention de prendre sa revanche et de s'emparer des sept fêtes.